# Anderson Mukomberanwa
Anderson Mukomberanwa  fue un escultor de Zimbabue conocido por sus tallas en piedra, nacido el año 1968 y fallecido en 2003.

## Datos biográficos
Hijo de  Nicholas Mukomberanwa, era el hermano de los escultores Taguma, Lawrence, Ennica y Netsai Mukomberanwa; y el primo de Nesbert Mukomberanwa.
Anderson Mukomberanwa comenzó su carrera estudiando con su padre, que trabajó con piedras duras nativas de la región. Más adelante en su carrera artística adquirió nociones de grabado. Además de xilograbados produjo algunas pinturas.
Anderson Mukomberanwa murió de cáncer en julio de 2003.